# Ареа Продутива Ц.Да Боскопијано (Рагуза)
Ареа Продутива Ц.Да Боскопијано је насеље у Италији у округу Рагуза, региону Сицилија.
Према процени из 2011. у насељу је живело 8 становника. Насеље се налази на надморској висини од 178 м.